# Gaio Ateio Capitone (tribuno 55 a.C.)
Gaio Ateio Capitone (in latino Gaius Ateius Capito; fl. I secolo a.C.) è stato un politico romano al tempo del primo triumvirato.

## Biografia
Fu tribuno della plebe nel 55 a.C. e con il suo collega, Aquillio Gallo, si oppose strenuamente a Pompeo e Crasso, che erano consoli quell'anno. Capitone in particolare si oppose a un disegno di legge, presentato dal tribuno Gaio Trebonio, relativo la distribuzione delle province, ma invano. Capitone e Gallo in seguito cercarono di bloccare una nuova leva di soldati e di rendere impossibili le campagne che i consoli volevano intraprendere. Crasso, tuttavia, continuò a fare preparativi per una spedizione contro i Parti, al che Capitone annunciò orribili prodigi che furono ignorati da Crasso
Appio il censore in seguito punì Capitone con una nota censoria, poiché era accusato di aver costruito ad arte i prodigi con cui aveva tentato di dissuadere Crasso dalla sua impresa.
Secondo Cassio Dione, Capitone, in qualità di tribuno, cercò di contrastare anche i provvedimenti adottati dai consoli a favore di Cesare. Qualche tempo dopo, però, Cicerone, che parla di Capitone come di un amico, dice che questi avrebbe favorito il partito di Cesare, anche se dall'intero tono della lettera di Cicerone questo atteggiamento è appena accennato; in ogni caso Capitone non fece alcuna dichiarazione pubblica a favore di Cesare, però Cicerone induce Planco a intervenire presso Cesare per conto di Capitone.
Non è improbabile che questo Capitone, che Tacito definisce pretoriano, sia lo stesso che Appiano di Alessandria menziona come legato di Marco Antonio.